# Megarhyssa macrurus
Megarhyssa macrurus (tên tiếng Anh: giant ichneumon wasp) là một loài tò vò lớn thuộc họ Ichneumonidae.
Đây là một loài côn trùng ăn thịt, đáng chú ý với cơ quan đẻ trứng rất dài. Nó sử dụng cơ quan để đưa trứng vào trong ruột rỗng của gỗ chết, tương tự như một số loài của họ Siricidae. Một tên thông thường khác ('stump stabber') là để chỉ hành vi này.

## Tên
Macrurus xuất phát từ tiếng Hy Lạp makrós (μακρός) nghĩa là "dài", và oùrá (οὐρά) nghĩa là đuôi.

## Mô tả
Megarhyssa macrurus có cơ thể màu nâu-đỏ, chiều dài chừng 2 inch (51 mm). Nó có những sọc màu đen và vàng-cam. Cánh trong suốt và cơ thể thon. Con cái có cơ quan đẻ trứng dài chừng 4 inch (100 mm). Con đực nhỏ hơn và không có cơ quan đó.
Loài tò vò này được tìm thấy tại nhiều khu vực ở Hoa Kỳ.

## Các phân loài
Các phân loài gồm:
- Megarhyssa macrurus icterosticta, Michener, 1939[7]
- Megarhyssa macrurus lunator
- Megarhyssa macrurus macrurus (Linnaeus, 1771)[7]